# 荒井暖菜
荒井暖菜（日语：／ Arai Haruna，2002年2月15日— ），日本前年少偶像、童星。前所屬事務所為Universal Collection（2017年6月1日至2018年12月31日、2019年7月至11月）。2017年5月31日之前則隸屬於Maicompany。
荒井暖菜於2002年2月15日在東京都出身。之後以童星的身份在電視節目和廣告上亮相。並推出多部寫真作品。期間亦出演過幾部舞台劇。
荒井曾跟妹妹荒井佑奈和荒井由莉采結成姊妹偶像組合「Halation」，2018年12月31日，暖菜和由莉采從藝能界退出，同時「Halation」組合解散。她的興趣為閲讀和打软式网球。特技則為繪畫、跳舞、烹飪。

## 生平

### 出生
2002年2月15日，荒井暖菜於東京都出生。

### 小學生時期
12月18日至23日，荒井於池袋Theater Kassai出演了舞台劇《數碼何蒙庫魯茲》（デジタルホムンクルス）。

### 初中生時期
2014年10月1日至5日，她又於池袋Theater Kassai出演舞台劇《YoRHa》（ヨルハ）。
2015年3月27日，由荒井主演的寫真DVD《中學生日記》（中学生日記）正式公開，有關內容為其於同年冬天在靜岡拍攝。当中拍攝了她把红色連身裙及高跟鞋一同穿上後的樣子，以及身穿貓耳女僕裝的荒井。同月，她去了拍攝寫真DVD《JC smile》（JCスマイル），其於5月29日公開。當中她以身穿護士服、水手服、紅色泳衣的姿態登場。。
2016年2月，荒井去了伊豆和沖繩拍攝寫真DVD。以此在3月30日和6月29日分別推出寫真DVD《我的太陽》（僕の太陽）及《暖菜的補課》（暖菜の課外授業）。在前者可見荒井身穿啦啦隊服和泳衣的樣子。在後者，其則飾演「誤會自己被告白的少女」。
荒井曾跟妹妹荒井佑奈和荒井由莉采結成姊妹偶像組合「Halation」。2018年12月31日，暖菜和由莉采從藝能界退出，同時「Halation」組合解散。

## 人物
她有兩名妹妹——荒井佑奈和荒井由莉采。
興趣為閲讀和打软式网球。特技則為繪畫、跳舞、烹飪。

## 出演作品

### 舞台劇
| 日期              | 名稱  | 地點 |
| ----------------- | ----- | ---- |
| 2013年12月18-23日 | [ 6 ] |      |
| 2014年10月1-5日   | [ 5 ] |      |
| 2015年4月1-5日    |       |      |

### 電視節目
| 日期                    | 名稱 | 電視台     |
| ----------------------- | ---- | ---------- |
| 2011年                  |      |            |
| 2011年                  |      |            |
| 2011年                  |      | NHK        |
| 2011年                  |      | フジテレビ |
| 2013年10月27日          |      |            |
| 2017年10月14日-12月16日 |      | 日本テレビ |

### 廣告
| 日期   | 名稱 |
| ------ | ---- |
| 2010年 |      |
| 2015年 |      |

### 雜誌
| 日期        | 名稱        |
| ----------- | ----------- |
| 2010-2013年 | Sho-Boh     |
| 2014-2016年 | Chu-Boh     |
| 2012年      | Girls Stage |
| 2012年      |             |
| 2014-2016年 | Moecco      |

### 團體活動
| 日期                 | 名稱     |
| -------------------- | -------- |
| 2012年6月-2016年3月  | [ 11 ]   |
| 2014年2月-2016年4月  | [ 12 ]   |
| 2017年1月-2018年12月 | Halation |
| 2019年7月-2019年11月 | Crouton  |

### 其他
| 日期          | 名稱                     | 地點 |
| ------------- | ------------------------ | ---- |
| 2014年2月11日 | TOKYO FASHION COLLECTION |      |

### YouTube
| 名稱                               |
| ---------------------------------- |
| MaiCompany channel No1（介紹影片） |

### DVD
| 日期           | 名稱       | 發行商 |
| -------------- | ---------- | ------ |
| 2012年4月20日  |            |        |
| 2012年7月31日  | Pure Heart |        |
| 2012年9月23日  |            |        |
| 2013年1月23日  |            |        |
| 2013年3月23日  |            |        |
| 2013年3月29日  |            |        |
| 2013年7月23日  |            |        |
| 2013年9月10日  |            |        |
| 2013年12月10日 |            |        |
| 2014年3月23日  |            |        |
| 2014年5月31日  |            |        |
| 2014年7月23日  |            |        |
| 2015年3月27日  | [ 9 ]      |        |
| 2015年5月29日  | [ 3 ]      |        |
| 2015年10月23日 |            |        |
| 2016年1月23日  |            |        |
| 2016年3月30日  |            |        |
| 2016年6月29日  |            |        |
| 2016年9月30日  |            |        |

## 外部連結
- 荒井暖菜 公式ブログ - GREE （页面存档备份，存于）
- 荒井暖菜的X（前Twitter）
- 荒井暖菜的X（前Twitter）
- 暖菜☆佑奈☆由莉采☆煌博☆のブログ  （页面存档备份，存于）- Ameba Blog
- 荒井暖菜 （页面存档备份，存于） - allcinema